# Microscopie de fluorescence supercritique
Pour les articles homonymes, voir SAF.
La microscopie de fluorescence supercritique (SAF, Supercritical angle fluorescence microscopy) est une technique particulière de microscopie optique à fluorescence permettant l'observation spécifique d'une tranche supérieure ultra fine d'un échantillon (moins de 100 nm d'épaisseur). Cette technique, plus sélective encore que la microscopie de fluorescence par réflexion totale interne (TIRF, limitée à 200 nm), permet de dépasser les limites théoriques que devrait imposer la diffraction de la lumière grâce à une observation dans les angles supercritiques. La méthode a été inventée en 1998 dans les laboratoires de Stefan Seeger à l'université de Ratisbonne en Allemagne et plus tard à l'université de Zurich en Suisse.  

## Principe de fonctionnement de la microscopie SAF

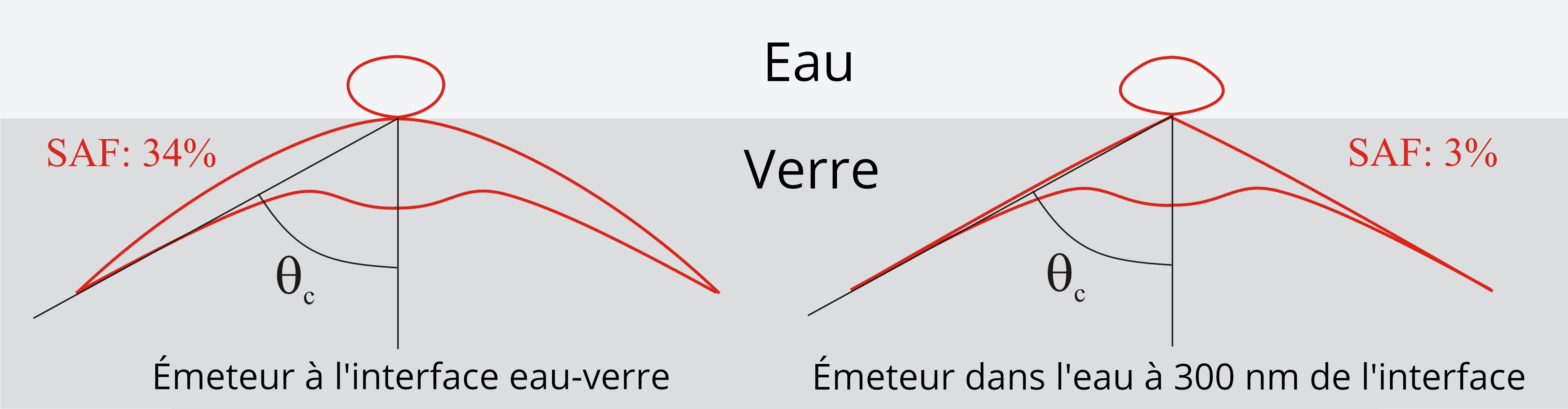
Diagrammes polaires de l'émission de fluorescence à l'interface eau/verre. La SAF n'est émise efficacement que si les émetteurs sont très proches de l'interface.

La microscopie SAF utilise une particularité des diffusions de lumière très proches d'une surface de verre. En effet, le comportement de rayonnement des molécules fluorescentes est fortement influencé lorsqu'elles se trouvent à proximité immédiate d'interfaces d'indices de réfraction différents,. Ainsi, Lorsqu'une particule fluorescente s'approche fortement de la surface de verre, elle n'émet pas de lumière dans toutes les directions (on dit qu'il n'y a pas d'émission isotrope). Environ 70% de la fluorescence émise se trouve alors dirigée dans le verre au-dessus de l'angle critique (angle à partir duquel la lumière n'est plus réfractée mais est réfléchie entre le verre et l'eau de l'échantillon). A contrario, si la distance de l'émetteur fluorescent s'éloigne à seulement 200 nm au-dessus de la surface, la lumière fluorescente pénétrant dans le verre au-dessus de l'angle critique diminue considérablement. Par conséquent, la microscopie SAF est idéalement adaptée pour distinguer les molécules et les particules sur ou à proximité des surfaces et de tout autre échantillon présent dans la masse ,.

## Utilisation
Les microscopes SAF permettent d'observer des processus membranaires et d'adhésion dans les cellules vivantes en détectant et caractérisant les espèces fluorescentes (protéines, biomolécules, produits pharmaceutiques, etc.) et leurs comportements proches voire adsorbés ou liés en surface. La méthode est capable d'observer des molécules à une distance de 100 à 0 nanomètre de la surface, même en présence de fortes concentrations d'espèces fluorescentes aux alentours.  
En combinant deux dispositifs sur l'objectif du microscope, la technique SAF permet la détection séparée de la fluorescence de la masse de l'échantillon (détectée par les microscopes à fluorescences classiques) et de sa zone de contact avec le verre de support (lame de microscope) dont la lumière est émise au-dessus de l'angle critique. Dans le cas de l'observation d'une cellule vivante, cette double observation permet de bien séparer les processus membranaires du reste corps cellulaire.  
En plus de cette utilisation, la microscopie SAF pourrait permettre de mesurer l'indice de réfraction d'une cellule et par ce biais la présence de bactérie sans marquage fluorescent dans un échantillon extrêmement petit.

## Dispositif SAF typique

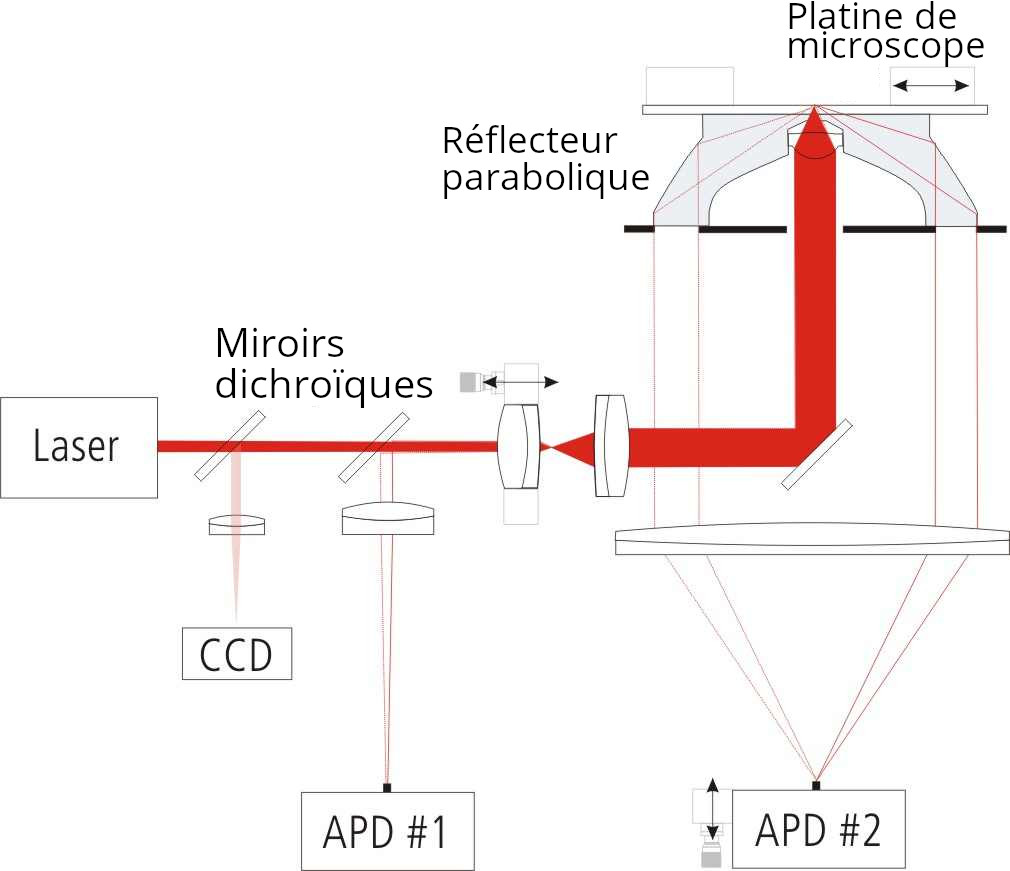
Dispositif SAF typique. La lumière fluorescente à angle supercritique est collectée et mesurée par la diode à avalanche APD #2. Les rayons d'incidence sous-critiques sont mesurés avec APD #1.

Pour la microscopie SAF, on utilise un objectif de microscope spécial, qui comprend un miroir parabolique et une lentille asphérique pour obtenir une grande ouverture numérique. Ces deux dispositifs permettent une microscopie parallèle avec deux résolutions différentes le long de l'axe optique,.  La lumière fluorescente est ainsi recueillie par ces deux dispositifs parallèles sur des détecteurs, généralement un tube photomultiplicateur ou un détecteur à photodiode à avalanche . Il est également possible d'organiser les éléments SAF sous forme de tableaux et d'imaginer la sortie sur une caméra CCD, permettant la détection de plusieurs analytes . 
La fluorescence émise par l'échantillon est ainsi collectée par deux canaux. D'une part la lumière est recueillie par la lentille asphérique pour voir la masse de l'échantillon permettant d'avoir une microscopie de fluorescence classique. D'autre part, les émissions fluorescentes sont aussi recueillies par une optique parabolique au-dessus de l'angle critique de réflexion interne totale de manière sélective permettant de discriminer les émissions en surface.
Pour éclairer les échantillons, la lumière d'un laser est réfléchie dans la lentille asphérique par un miroir dichroïque. La lentille asphérique concentre le faisceau laser dans l'échantillon, provoquant la fluorescence des particules.